# The Von Bondies
The Von Bondies est un groupe de punk-garage américain, originaire de Détroit, dans le Michigan. Formé en 2000, le groupe compte trois albums studio avant sa séparation en 2011.

## Biographie

### Formation et débuts (2000)
Le groupe est formé en 2000 par deux anciens camarades de lycée, Jason Stollsteimer et Marcie Bolen, qui travaillait alors dans un magasin de chaussures. C'est en assistant à un concert du groupe de rock 'n' roll japonais Guitar Wolf que les deux amis se décident à monter leur propre groupe. Ils recrutent une bassiste en la personne de Lauren Wilcox et le vétéran de la scène de Détroit Don Blum à la batterie, tandis que Jason Stollsteimer assure le chant et la guitare et Marcie Bolen la guitare rythmique. Le groupe est d'abord nommé The Babykillers, mais le nom est rapidement changé en The Von Bondies, la première dénomination étant jugée « trop agressive »[réf. nécessaire]. En 2001, Lauren Wilcox est remplacée par Carrie Smith.

### Lack of Communication(2001–2003)
Après avoir donné une poignée de concerts dans la région de Détroit, le groupe enregistre deux singles : It Came from Japan, un hommage au groupe Guitar Wolf, et Nite Train. Jack White (du groupe The White Stripes) et Jim Diamond (du groupe The Dirtbombs) produisent fin 2001 le premier album des Von Bondies, Lack of Communication. Lauren Wilcox, la première bassiste, est remplacée par Carrie Smith seulement trois mois avant l'enregistrement de cet album.
L'album est un succès au sein de l'underground et de la scène rock indépendant. Toujours à la fin 2001, le groupe entame une tournée en Europe avec The White Stripes, lesquels deviennent mondialement connus à l'époque. Cette tournée profite énormément aux Von Bondies en termes de popularité. C'est également lors de ce premier voyage en Europe que Marcie Bolen et Jack White ont une liaison, qui aura par la suite une incidence directe sur la vie des deux groupes, et plus particulièrement sur celle des Von Bondies[réf. nécessaire].
Les Von Bondies ne sont cependant pas franchement satisfaits du son et de la production de leur premier album. Entre 2001 et 2002, ils enregistrent plusieurs titres lors des Peel Sessions de la BBC, lesquels sont compilés sur l'album live Raw and Rare (sorti en 2003). Ce nouveau disque ressemble plus à ce que le groupe avait espéré pour son premier album. Les médias s'emparent des propos de Jason Stollsteimer quant à ses regrets pour la production de Jack White pour le premier album, et les relaient de façon extrêmement négative. Le fait que Jack White et Marcie Bolen aient été amants par le passé n'arrange en rien la supposée rivalité des deux groupes[réf. nécessaire].
Le 13 décembre 2003, dans le club Magic Stick de Détroit, alors qu'ils assistaient à un concert du groupe local Blanche, Stollsteimer et White ont une violente altercation. Jack White agresse Jason Stollsteimer alors que ce dernier est en compagnie de sa femme, de Marcie Bolen et de Carrie Smith. Stollsteimer s'en tire avec un décollement de la rétine, et White est condamné par un tribunal à payer une amende et à suivre une thérapie de groupe pour gérer sa colère,. À cette période, ils participent au NME Awards Tour.

### Pawn Shoppe Heart(2004)
L'année 2004 est néanmoins une année faste pour les Von Bondies. C'est au mois d'avril de cette année-là que Pawn Shoppe Heart, deuxième album du groupe, sort dans les bacs. Le disque, produit par Jerry Harrison des Talking Heads, sort sur Sire Records, connu pour avoir signé des artistes aussi différents que The Smiths, The Ramones ou Madonna. L'album atteint la 36e place de l'UK Albums Chart et la 8e place des Billboard Top Heatseekers où il reste huit semaines.
En sortant leur deuxième album sur un label majeur, les Von Bondies se donnent les moyens de toucher un public beaucoup plus large. Le premier single, C'mon C'mon, est un succès, et sert ensuite de générique à la série télévisée : Rescue Me : Les Héros du 11 septembre. Le groupe sort des cercles restreints du rock indépendant et enchaîne les festivals aux États-Unis et en Europe (Reading, Glastonbury) à l'été 2004. Assez subitement, la bassiste Carrie Smith décide de quitter le groupe après un dernier show à l'Astoria, de Londres, le 30 août 2004. Elle est alors remplacée par Yasmine Smith, qui, en dépit de son patronyme, n'a aucun lien avec sa devancière[réf. nécessaire].

### Dernières activités (2005–2011)
2005 marque l'occasion pour The Von Bondies de faire retomber le buzz médiatique de l'année précédente. Le groupe donne peu de concerts, et se consacre principalement à la finalisation de son troisième album, Love, Hate, and then There's You, dont la sortie est d'abord prévue pour courant 2006, puis pour début 2007, puis pour la rentrée de la même année, et sort finalement au printemps 2008.
À la fin 2006, Marcie Bolen, cofondatrice du groupe, s'en va mener divers projets (Silverghost, Taylor Hollingworth). Jason Stollsteimer se met alors en quête de nouveaux musiciens pour la tournée à venir. Courant 2007, la guitariste, claviériste et choriste Alicia Gbur intègre le groupe, accompagnée du guitariste Matt Lanoo et de la bassiste Leann Banks. Pour la première fois, et dans le cadre d'une tournée américaine et européenne, le groupe compte cinq membres. Début 2008, alors que le troisième album n'est toujours pas sorti, Gbur et Lanoo quittent le groupe à l'issue de la tournée[réf. nécessaire].
Le troisième album du groupe, We are Kamikazes Aiming Straight for Your Heart, sorti le 3 février 2009, est précédé d'un EP quatre titres, We are Kamikazes.

## Membres

### Derniers membres
- Jason Stollsteimer - chant, guitare (2000–2011)
- Christy Hunt - guitare (2008–2011)
- Leann Banks - basse (2007–2011)
- Don Blum - batterie (2000–2011)

### Anciens membres
- Lauren Wilcox - basse (2000-2001)
- Carrie Smith - basse, chant (2001-2004)
- Yasmine Smith - basse, chœurs (2004-2006)
- Marcie Bolen - guitare, chant (2000-2006)

## Musiciens live
- Alicia Gbur - guitare, claviers (2007-2008)
- Matt Lannoo - guitare (2007-2008)

## Discographie

### Albums studio
- 2001 : Lack of Communication
- 2002 : Raw and Rare (live, existe en versions Pink et Black)
- 2004 : Pawn Shoppe Heart
- 2008 : We are Kamikazes Aiming Straight for Your Heart (mini-album)
- 2009 : Love, Hate and Then There's You

### Singles
- 2000 : Nite Train, 45t (D wreckED hiT Records)
- 2001 : It Came From Japan (45t ; Sympathy for the Record Industry)
- 2002 : It Came From Japan (CD ; Sweet Nothing)
- 2002 : Tell Me What You See (45t ; Must Destroy Music)
- 2004 : C'mon C'mon (45t/CD) ; WEA International)
- 2004 : Tell Me What You See (CD, Part 1 ; WEA International)
- 2004 : Tell Me What You See (CD, Part 2 ; WEA International)
- 2004 : Tell Me What You See (45t ; Sire Records)

## Vidéographie
- It Came From Japan
- C'mon C'mon
- Tell Me What You See